# Lettura a freddo

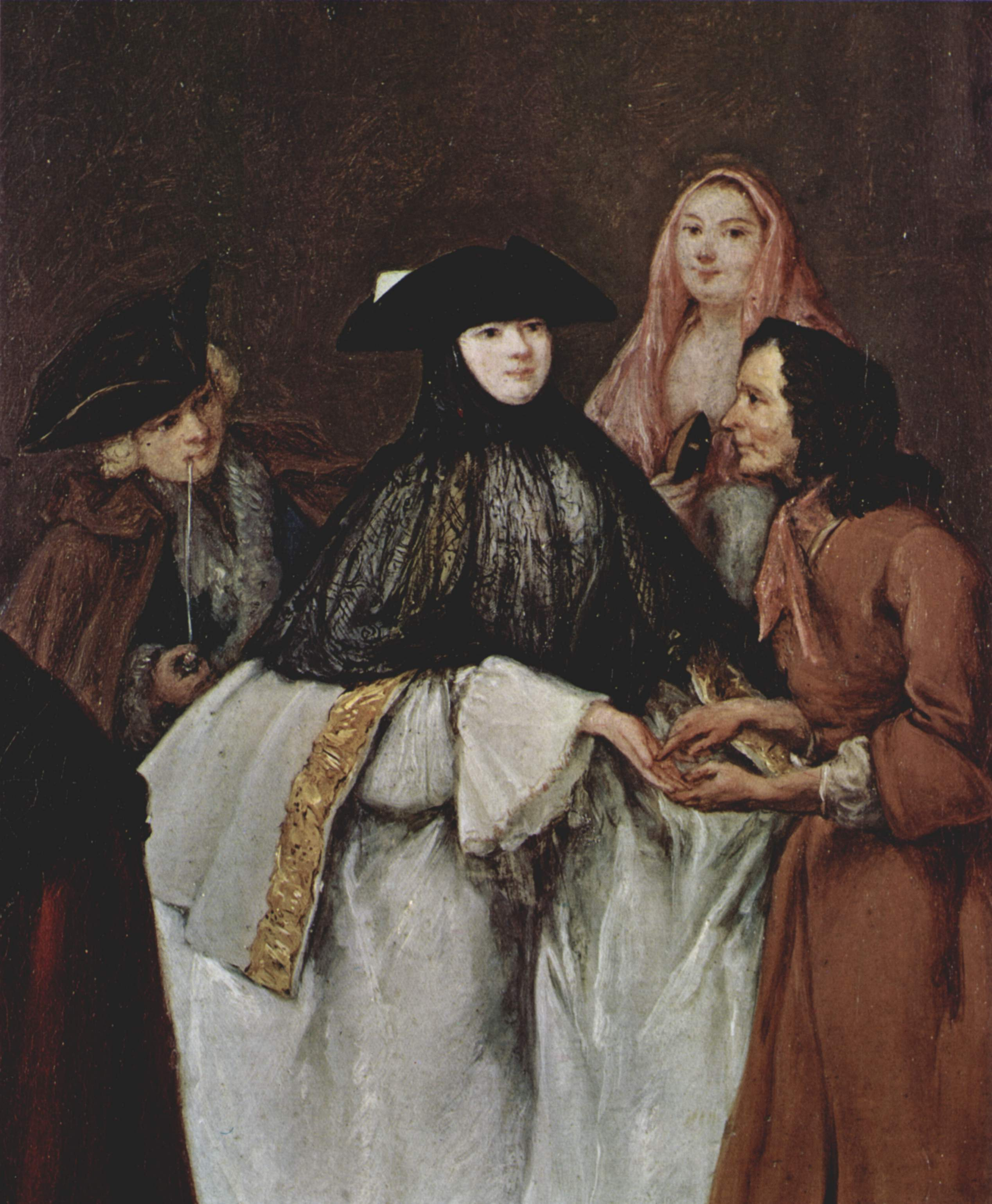
Pietro Longhi, Il veggente, circa 1752.

La lettura a freddo è un insieme di tecniche utilizzate da mentalisti, sensitivi, indovini e medium, allo scopo di fornire l'impressione di conoscere molti particolari della vita del soggetto o del pubblico intervistato.
Senza una conoscenza preliminare, un lettore a freddo esperto può ottenere rapidamente una grande quantità di informazioni analizzando il linguaggio del corpo, l'età, l'abbigliamento o la moda, l'acconciatura, il sesso, la religione, l'etnia, il livello di istruzione, il modo di parlare, il luogo di origine, ecc. durante un colloquio. Le letture a freddo impiegano comunemente ipotesi ad alta probabilità, raccogliendo rapidamente segnali sul fatto che le loro ipotesi siano nella giusta direzione o meno, quindi enfatizzando e rafforzando le connessioni casuali e passando rapidamente dalle ipotesi mancate a quelle corrette. Gli psicologi ritengono che questa tecnica sembri funzionare a causa dell'effetto Forer e del bias di conferma.

## Principi base
Prima di iniziare la lettura vera e propria, il lettore a freddo in genere cerca di sollecitare la collaborazione del soggetto intervistato, dicendo qualcosa del tipo: "Vedo spesso immagini un po' poco chiare e che a volte possono significare più per te che per me; se mi aiuti, noi insieme possono scoprire cose nuove su di te." Uno degli elementi più cruciali di una lettura a freddo e convincente è un soggetto desideroso di fare collegamenti o reinterpretare affermazioni vaghe in qualsiasi modo che aiuti il lettore a fare previsioni o intuizioni specifiche. Mentre il lettore parlerà per la maggior parte del colloquio, sarà il soggetto a fornire il significato.
Dopo aver determinato che il soggetto è collaborativo, il lettore farà una serie di affermazioni o domande approfondite, tipicamente utilizzando variazioni dei metodi indicati di seguito. Il soggetto rivelerà quindi ulteriori informazioni con le sue risposte (sia verbali che non verbali) e il lettore a freddo potrà continuare da lì, perseguendo promettenti linee di indagine e abbandonando o evitando rapidamente quelle improduttive. In generale, mentre le rivelazioni sembrano provenire dal lettore, la maggior parte dei fatti e delle affermazioni provengono dal soggetto, perfezionate e riformulate dal lettore in modo da rafforzare l'idea che il lettore abbia capito qualcosa di corretto.
Segnali sottili come cambiamenti nell'espressione facciale o nel linguaggio del corpo possono indicare se una particolare linea di domande è efficace o meno. La combinazione delle tecniche di lettura a freddo con informazioni ottenute di nascosto (chiamate anche "lettura a caldo") può lasciare una forte impressione che il lettore conosca o abbia accesso a una grande quantità di informazioni sull'argomento. Poiché la maggior parte del tempo durante una lettura a freddo viene trascorsa a soffermarsi sui "successi" che il lettore ottiene, mentre il tempo impiegato a riconoscere le lacune è ridotto al minimo, l'effetto dà l'impressione che il lettore freddo sappia molto di più sull'argomento di quanto sia in realtà.

## Tecniche specifiche

### Sparare nel mucchio
Lo sparare nel mucchio o shotgunning è una tecnica di lettura a freddo comunemente usata. Questa tecnica prende il nome dal modo in cui un fucile shotgun spara un gruppo di piccoli proiettili nella speranza che uno o più colpiscano il bersaglio.
Il lettore a freddo offre lentamente una grande quantità di informazioni molto generali, spesso a un intero pubblico (alcune delle quali è molto probabile che siano corrette, quasi corrette o per lo meno provocatorie o evocative per qualcuno dei presenti), osserva le reazioni dei soggetti (specialmente il loro linguaggio del corpo), e poi restringe l'ambito, riconoscendo particolari persone o concetti e perfezionando le affermazioni originali in base a quelle reazioni per promuovere una risposta emotiva. La maggior parte delle persone in una stanza, ad esempio, a un certo punto avrà perso un parente più anziano o conosciuto almeno una persona con un nome comune come "Mike" o "John".
Lo shotgunning potrebbe includere una serie di affermazioni vaghe come:
"Vedo un problema di cuore con una figura paterna nella tua famiglia."
Una vasta gamma di problemi medici ha come sintomo il dolore toracico e le malattie cardiache sono la principale causa di morte in tutto il mondo. La "figura paterna" può riferirsi al padre, al nonno, allo zio, al cugino o a qualsiasi parente maschio di qualcuno che sia anche un genitore o abbia ricoperto un ruolo genitoriale per la persona.
"Vedo una donna con il petto nero, cancro ai polmoni, malattie cardiache, cancro al seno..."
La maggior parte delle persone conoscerà una donna a cui è stato diagnosticato uno di questi problemi, che sono tra le principali cause di malattia e morte.

### Affermazioni Barnum
L'effetto Forer si basa in parte sulla naturale inclinazione delle persone nel riempire i dettagli e creare connessioni tra ciò che viene detto e alcuni aspetti della propria vita, spesso cercando nella loro intera storia di vita per trovare qualche connessione, o reinterpretando le affermazioni in modo che siano applicabili a sé stessi.
Le "affermazioni Barnum", che prendono il nome dal circense statunitense Phineas Taylor Barnum, sono affermazioni che sembrano personali, ma si applicano in realtà a molte persone. E sebbene apparentemente specifiche, tali affermazioni sono spesso aperte o danno al lettore la massima quantità di "spazio di manovra" in una lettura. Sono progettate per suscitare risposte identificative da parte delle persone. Un lettore di talento e carismatico a volte può persino costringere un soggetto ad ammettere una connessione, chiedendo ripetutamente che riconosca una particolare affermazione come avente una certa rilevanza e sostenendo che non sta riflettendo abbastanza intensamente o che sta reprimendo un ricordo importante.
Dichiarazioni di questo tipo potrebbero includere:
"Sento che a volte sei insicuro, specialmente con persone che non conosci molto bene."
"Hai una scatola di vecchie fotografie non ordinate in casa tua."
"Da bambino hai avuto un incidente che ha coinvolto l'acqua."
"Stai avendo problemi con un amico o un parente."
"Tuo padre è deceduto a causa di problemi al petto o all'addome."
Per quanto riguarda l'ultima affermazione, se il soggetto è abbastanza anziano, è molto probabile che il padre sia morto, e questa affermazione si applicherebbe facilmente a un gran numero di condizioni mediche tra cui malattie cardiache, polmonite, diabete, enfisema, cirrosi epatica, infarto, la maggior parte dei tipi di cancro, nonché qualsiasi causa di morte in cui l'arresto cardiaco precede la morte o danni al tronco cerebrale responsabile della funzione cardiopolmonare.
"Sento una figura maschile più anziana nella tua vita, che vuole che tu sappia mentre potresti aver avuto dei disaccordi nella tua vita, ti amava ancora."
Quasi tutte le persone avranno avuto una persona del genere nella loro vita e quasi tutte avranno avuto un disaccordo.

### Stratagemma dell'arcobaleno
Lo stratagemma dell'arcobaleno (rainbow ruse) è un'affermazione che assegna simultaneamente al soggetto uno specifico tratto della personalità, così come l'opposto di quel tratto. Con una tale frase, un lettore freddo può "coprire tutte le possibilità" e sembra aver fatto un'accurata deduzione nella mente del soggetto, nonostante il fatto che un'affermazione arcobaleno sia vaga e contraddittoria. Questa tecnica viene utilizzata poiché i tratti della personalità non sono quantificabili e anche perché quasi tutti hanno sperimentato entrambi i lati di una particolare emozione in qualche momento della loro vita.
Dichiarazioni di questo tipo includono:
"La maggior parte delle volte sei positivo e allegro, ma c'è stato un momento in passato in cui eri molto turbato."
"Sei una persona molto gentile e premurosa, ma quando qualcuno fa qualcosa per infrangere la tua fiducia, provi una rabbia profonda".
"Direi che sei per lo più timido e tranquillo, ma quando l'umore ti colpisce, puoi facilmente diventare il centro dell'attenzione."
Un lettore freddo può scegliere tra una varietà di tratti della personalità, pensare al suo opposto e poi unire i due insieme in una frase, vagamente collegata da fattori come l'umore, il tempo o il potenziale.

## La posizione dei professionisti
Il ramo mentalista della comunità dei maghi da palcoscenico approva la lettura a freddo, purché sia presentata rigorosamente come un intrattenimento artistico e l'artista non finga di essere un sensitivo.
Alcuni artisti che usano la lettura a freddo sono perciò onesti riguardo al loro uso della tecnica. Lynne Kelly, Kari Coleman, Ian Rowland, e Derren Brown hanno utilizzato queste tecniche in sessioni private di predizione del futuro o in forum aperti per "parlare con i morti" alla maniera di coloro che affermano di essere dei veri medium. Solo dopo aver ricevuto consensi e applausi dal loro pubblico hanno rivelato di non aver bisogno di alcun potere psichico per la performance, solo di una solida conoscenza della psicologia e della lettura a freddo.
In un episodio della sua serie Trick of the Mind trasmessa nel marzo 2006, Derren Brown ha mostrato con quanta facilità le persone possono essere influenzate attraverso tecniche di lettura a freddo ripetendo la famosa dimostrazione di Bertram Forer dell'errore di convalida personale, o effetto Forer.
Dopo che una persona ha eseguito un numero sufficientemente ampio di letture a freddo, le sue capacità possono migliorare al punto in essa può iniziare a credere di poter effettivamente leggere la mente. Potrebbe chiedersi se il suo successo sia dovuto alla psicologia, all'intuizione o a un'abilità psichica. Questo punto di pensiero è conosciuto da alcuni scettici del paranormale come la "tentazione trascendentale". Lo storico della magia e investigatore dell'occulto Milbourne Christopher ha avvertito che la tentazione trascendentale può portare inconsapevolmente a una credenza nell'occulto e a un deterioramento della ragione.